# Isaac Hayes III
Isaac Lee Hayes III, noto anche con lo pseudonimo di Ike Dirty (Atlanta, 10 giugno 1975), è un produttore discografico e doppiatore statunitense.
È figlio del defunto musicista soul e attore Isaac Hayes, morto nel 2008.

## Carriera
Hayes gestisce una società di produzione chiamata Chartcontrol e una casa editrice chiamata IKE Father IKE Son Music. È noto soprattutto per aver prodotto la canzone Money In The Bank di Lil Scrappy e la canzone Drop degli Ying Yang Twins. Ha anche prodotto brani per Redman, Keith Murray, Too Short, Blaque, Ruff Ryders, Black Coffey, Kurupt, Chris Robinson, Laffapalooza Comedy Central Special & DVD di Jamie Foxx, Bohagon, Chamillionaire, Keke Palmer, Flash Freddy, Raz-B (ex membro della band B2K) e JR con Universal Records/Grand Hustle.
Ike ha eseguito lavori di voice-over per varie società come gli Atlanta Hawks, la Georgia Lottery, McDonald's, Publix, American Airlines e Cadillac. Ha inoltre contribuito al doppiaggio come personaggio Broodwich nella serie animata Aqua Teen Hunger Force e nel lungometraggio Aqua Teen Hunger Force Colon Movie Film for Theaters. Ha anche lavorato con la World Wrestling Federation nel 2000, esibendosi in due canzoni: California (il tema di WrestleMania 2000) e Bad Man (il tema di Rikishi). Entrambe le canzoni compaiono nella compilation WWE Anthology.

## Filmografia

### Attore

#### Televisione
- The Mike Douglas Show - serie TV, 1 episodio (1978)
- Unsung - serie TV, 1 episodio (2013)
- My Music: '70s & '80s Soul Rewind - film TV (2013)

### Doppiatore
- Aqua Teen Hunger Force - serie animata, 2 episodi (2003)
- Aqua Teen Hunger Force Colon Movie Film for Theaters, regia di Matt Maiellaro e Dave Willis (2007)
- Aqua Teen Hunger Force Zombie Ninja Pro-Am - videogioco (2007)
- Squidbillies - serie animata, 2 episodi (2014-2017)
- AquaDonk Side Pieces – serie animata, 1 episodio (2022)